# مارش شمالی

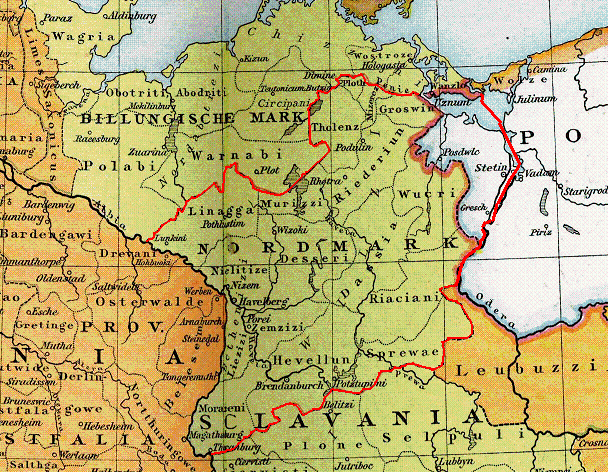
مارش شمالی در سال ۱۰۰۰ میلادی

مارش شمالی (آلمانی:Nordmark) پس از تقسیم مارسیا گرونیس در ۹۶۵ میلادی ایجاد شد. این ناحیه شامل یک‌سوم مساحت شمال مارسیا سابق بود که تقریباً ایالت براندنبورگ را دربر می‌گرفت و در گذشته، محل سکونت وندها بود. شورش کنفدراسیون قوم لوتیچی در ۹۸۳ میلادی، تسلط آلمانی‌ها بر این ناحیه را از میان برد تا زمانی که در قرن ۱۲ میلادی مارش براندنبورگ توسط آلبرت ملقب به خرس در این سرزمین تأسیس شد.